# Naomi Childers
Naomi Weston Childers (15 de noviembre de 1892 – 9 de mayo de 1964), fue una actriz estadounidense de cine mudo cuya carrera se prolongó hasta mediados del siglo 20.

## Ascendencia inglesa, actriz infantil
Nació en Pottstown, Pensilvania, de padres ingleses. Más tarde, se enorgullecía de descender de una larga estirpe de antepasados británicos. Pasó su infancia en San Luis, Misuri, donde fue educada en el convento de Maryville. Childers comenzó a actuar a los tres años, recitando en un acto importante. A los ocho años interpretó una pieza de Chopin en un recital para adultos. Caracterizada por su sabiduría en el teatro y el cine mudo, realizó diversas actuaciones con el gran creador de películas mudas, Charles S. Chaplin. No fue hasta 1942 cuando Childers abandonó el cine sonoro. A los diez años, Childers interpretó los papeles principales en Red Riding Hood[cita requerida] y Alice in Wonderland en el Odeon Theater de San Luis. En 1912 actuó en The Great Name y Madame X. Las representaciones teatrales contaron con Henry Kolker y Dorothy Donnelly.[cita requerida] A los 11 años, Childers ganó un concurso de interpretación y realizó una serie de lecturas en la Louisiana Purchase Exposition en San Luis.
En Broadway, Childers apareció en The Great Name (1911) y Ready Money.

## Películas en Hollywood
Childers comenzó su carrera cinematográfica en 1913. Apareció en The Turn of the Road (1915) y The Writing on the Wall (1916). Estuvo vinculada a la compañía Vitagraph durante cuatro años. Su papel más popular fue en Womanhood, the Glory of the Nation. En esta película interpretó una caracterización muy moderna de Juana de Arco. En 1917 comenzó a trabajar con la Commonwealth Company. Childers tenía preferencia por la comedia, pero le pedían constantemente que interpretara papeles más serios. Su trabajo como actriz en el cine era una gran baza. En la película de Sam Goldwyn de 1919 Lord and Lady Algy, Childers fue elegida para el papel femenino principal. Interpretó a la esposa del joven Lord Algy, interpretado por Tom Moore. Como mujer inglesa de la alta sociedad, mostraba una apariencia fría, pero conservaba una naturaleza cálida.

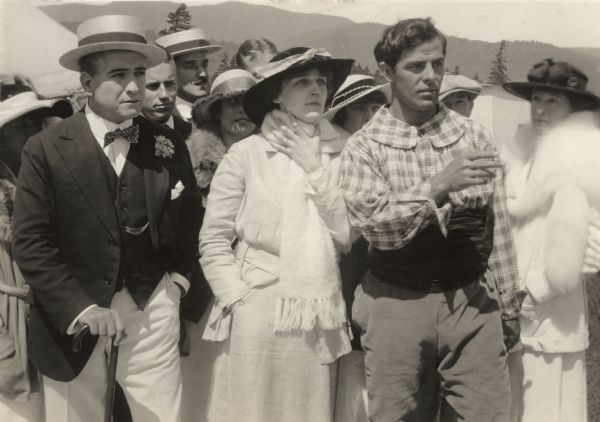
Fotograma de la película Anselo Lee, producida por Vitagraph en 1915, con (de izquierda a derecha) Donald Hall, Naomi Childers y Antonio Moreno.

## Belleza física

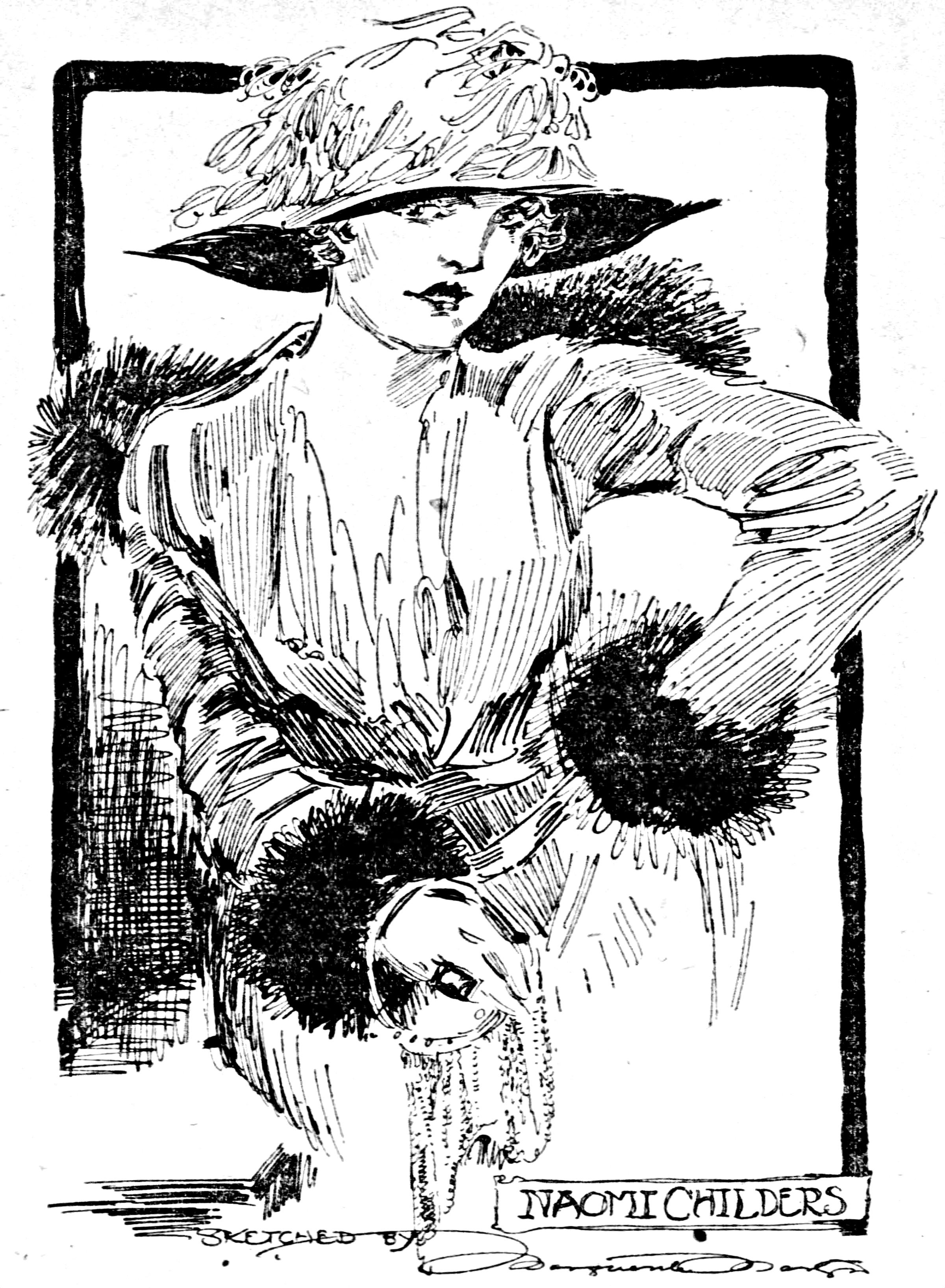
Childers a los 24 años, sketch por Marguerite Martyn

El Motion Picture Studio Directory de 1916 contiene una reseña biográfica de Childers, así como una descripción física de la actriz. En esa referencia se la describe como "1,70 m" de altura; 59 kg; con "tez clara, cabello castaño dorado [y] ojos azules". La belleza de Childers era muy apreciada en el apogeo de su carrera. En una ocasión fue elegida la mujer más bella de Japón, y sus contemporáneos también comparaban su aspecto con el de la legendaria Sarah Bernhardt. Childers, que a menudo trabajaba como modelo, disfrutaba de la atención de artistas de todo Estados Unidos, muchos de los cuales se referían a ella como "la chica con rostro griego."[cita requerida]

## Vida personal
En 1919, Childers se comprometió con Harold Darling Shattuck, director de una gran empresa fabricante de dulces. La boda estaba prevista para junio, pero se pospuso hasta otoño porque Childers se encontraba en Texas para asistir a un evento. La actriz se refería a su prometido como su soldado de chocolate.
En diciembre de 1929, se le concedió el divorcio de Luther A. Reed, guionista y director de cine de Hollywood, por abandono. El tribunal superior de Los Ángeles, California, otorgó a Childers la custodia de su hijo de ocho años y le concedió una pensión alimenticia de 250 dólares al mes. Childers alegó que Reed la abandonó tras nueve años de matrimonio.

## Pobreza y muerte
Cuando Louis B. Mayer descubrió que Childers había atravesado tiempos difíciles en sus últimos años, le concedió un contrato vitalicio con MGM. Ella continuó interpretando numerosos papeles, a menudo sin aparecer en los créditos, hasta principios de la década de 1950. Childers falleció en Hollywood, California, en 1964, a los 71 años. Está enterrada en el cementerio Valhalla Memorial Park.

## Filmografía parcial
- Mr. Barnes of New York (1914)
- Anselo Lee (1915)
- The Man Who Couldn't Beat God (1915)
- The Price of Fame (1916)
- Womanhood, the Glory of the Nation (1917)
- Lord and Lady Algy (1919)
- After His Own Heart (1919)
- The Divorcee (1919)
- The World and Its Woman (1919)
- Shadows of Suspicion (1919)
- The Gay Lord Quex (1919)
- Human Desire (1919)
- Blind Man's Eyes (1919)
- Duds (1920)
- Earthbound (1920)
- Courage (1921)
- Hold Your Horses (1921)
- Mr. Barnes of New York (1922)
- Success (1923)
- Restless Wives (1924)
- Virtuous Liars (1924)